# Bernadette Brooten
Bernadette Joan Brooten (* 29. Januar 1951 in Coeur d’Alene) ist eine US-amerikanische römisch-katholische Theologin und Hochschullehrerin an der Brandeis University.

## Leben
Brooten studierte an der University of Portland (B.A.) und an der Harvard University, wo sie 1982 zum Ph.D. promoviert wurde. Auslandssemester führten sie an die Universität Tübingen und an die Hebräische Universität in Jerusalem.
Sie veröffentlichte eine bahnbrechende Studie zu Junia (Apostel), die heute als einer der Meilensteine der Bibelforschung und Klassiker theologischer Frauenforschung gilt. Von 1982 bis 1985 war sie in Tübingen an dem von Hans Küng initiierten und von der Volkswagenstiftung geförderten Forschungsprojekt Frau und Christentum am Institut für Ökumenische Forschung tätig. Nach einem Konflikt mit Küng um die Themenstellung ihres Teilprojekts schied sie 1985 aus dem Projekt aus; ihr Teilprojekt wurde von Anne Jensen weitergeführt.
In der Folgezeit lehrte sie an der Claremont Graduate University in Claremont (Kalifornien), Harvard Divinity School; 1998 war sie mit dem Fulbright-Programm Gastprofessorin an der Universität Oslo. Von 1997 bis 2008 war sie Mitglied im Advisory Committee für das Women's Studies in Religion Program an der Harvard Divinity School.
Seit 1996 ist sie Robert and Myra Kraft and Jacob Hiatt Professor of Christian Studies an der Brandeis University.
Brooten ist Gründerin und Leiterin des Feminist Sexual Ethics Project an der Brandeis University. Ihre Forschung bezieht sich vor allem auf das Neue Testament und das nachbiblische Judentum.

## Auszeichnungen
- 1998 MacArthur Fellowship
- National Endowment for the Humanities Fellowship

## Werke
- Women Leaders in The Ancient Synagogue: Inscriptional Evidence and Background Issues. Scholars Press 1982 ISBN 978-0-89130-587-3.
- Love Between Women: Early Christian Responses to Female Homoeroticism. University of Chicago Press 1996 ISBN 978-0-226-07592-1.
- mit Norbert Greinacher (Hrsg.): Frauen in der Männerkirche. München: Kaiser; Mainz: Grünewald 1982 ISBN 978-3-459-01424-8.
- Beyond Slavery: Overcoming Its Religious and Sexual Legacies, Palgrave-MacMillan, 2010, ISBN 978-0-230-10017-6.